# Magnum (együttes)
A Magnum angol hard rock együttes. 1972-ben alakultak Birminghamben. Alapító tagjai Tony Clarkin és Bob Catley. Első korai sikerük az 1982-es Chase the Dragon című albumuk volt, amely a 17. helyet szerezte meg a brit slágerlistán. Az On the Storyteller's Night című albumuk hozta meg nekik az áttörést, az Egyesült Királyságban aranylemez lett.
1995-ben feloszlottak, Clarkin és Catley pedig Hard Rain néven folytatták. A Magnum 2001-ben újból összeállt, és 2020-ban új albumot adtak ki The Serpent Rings címmel. 2022-ben megjelent a The Monster Roars.

## Tagok
- Bob Catley – ének (1972–1995, 2001–)
- Tony Clarkin – gitár, ének (1972–1995, 2001–)
- Rick Benton – billentyűk (2016–)
- Lee Morris – dob (2017–)
- Dennis Ward – basszusgitár, vokál (2019–)

Korábbi tagok
- Kex Gorin – dob, ütős hangszerek (1972–1984; 2007-ben elhunyt)
- Bob Doyle – basszusgitár (1972)
- Dave Morgan – basszusgitár, ének (1972–1975)
- Colin "Wally" Lowe – basszusgitár, ének (1975–1995)
- Richard Bailey – billentyűk, furulya, ének (1973–1974, 1976–1980)
- Mark Stanway – billentyűk (1980–1984, 1985–1995, 2001–2016)
- Jim Simpson – dob, ütős hangszerek (1984–1985)
- Mickey Barker – dob, ütős hangszerek (1985–1995)
- Al Barrow – basszusgitár, vokál (2001–2019)
- Jimmy Copley – dob, ütős hangszerek (2005–2007; 2017-ben elhunyt)
- Harry James – dob, ütős hangszerek (2002–2005, 2007–2017)

## Diszkográfia
- Kingdom of Madness (1978)
- Magnum II (1979)
- Chase the Dragon (1982)
- The Eleventh Hour (1983)
- On a Storyteller's Night (1985)
- Vigilante (1986)
- Wings of Heaven (1988)
- Goodnight L.A. (1990)
- Sleepwalking (1992)
- Keeping the Nite Light Burning (1993)
- Rock Art (1994)
- Breath of Life (2002)
- Brand New Morning (2004)
- Princess Alice and the Broken Arrow (2007)
- Into the Valley of the Moonking (2009)
- The Visitation (2011)
- On the 13th Day (2012)
- Escape from the Shadow Garden (2014)
- Sacred Blood "Divine" Lies (2016)
- Lost on the Road to Eternity (2018)
- The Serpent Rings (2020)
- The Monster Roars (2022)

Hard Rain néven
- Hard Rain (1997)
- When the Good Times Come (1999)